# Enrique Mendiola
Enrique Mendiola (Manilla, 3 mei 1859 - aldaar, 30 maart 1914) was een Filipijns pedagoog. 

## Biografie
Mendiola werd geboren op 3 mei 1859 in het district San Miguel in de Filipijnse hoofdstad Manilla. Zijn ouders waren Maria Escolastica Victorino en Quintin Mendiola, die de kost verdiende als smid. Hij studeerde aan de Escuela Normal de Maestros in Manilla en studeerdde twee jaar aan het Ateneo de Manila. Na die twee jaar stapte hij over naar het Colegio de San Juan de Letran, waar hij een bachelor of arts-diploma behaalde. Aansluitend studeerde hij rechten aan de University of Santo Tomas, waar hij in 1886 zijn licentiaat jurisprudentie behaalde. 
Na zijn afstuderen richtte hij in 1893 een jongensschool op aan de Ongpin Street in het district Santa Cruz genaamd La Invencion de la Santa Cruz, waar hij zelf ook lesgaf. Na de uitbraak van de Filipijnse Revolutie in 1896 werden alle scholen door de Spaanse autoriteiten gesloten, waaronder die van Mendiola. Hij reisde naar Malolos, de regeringszetel van e revolutionaire regering onder leiding van Emilio Aguinaldo, waar hij in oktober 1898 werd benoemd tot directeur van het Instituto Burgos, een middelbare school voor jongens die ook enkele bachelor-opleidingen aanbood. Na de verovering van Malolos door de Amerikaanse troepen hield het Instituto Burgos op te bestaan en vertrok Mendiola weer naar Manilla.
In Manilla richtte hij samen met anderen het Liceo de Manila op en werkte er als docent. Later werd hij benoemd tot directeur van het instituut. In 1906 richtte hij op dezelfde locatie in Santa Cruz opnieuw een eigen school op onder de naam Instituto Burgos. De school bood een door de Amerikaanse autoriteiten erkende bachelor of arts-opleiding aan. Het oprichten van Instituto Burgos bood Mendiola de mogelijkheid om zijn eigen pedagogische ideeën te introduceren. Hij legde daarbij de nadruk op de opbouw van het karakter van de scholieren. Naast zijn werk als docent schreef hij diverse pedagogische boeken. Ook produceerde hij enkele onderwijs- en geschiedenisboeken. In 1908 werd door gouverneur-generaal James Smith benoemd tot lid van de raad van bestuur van de University of the Philippines. Daarnaast was Mendiola een van de eerste twee gekozen leden in de stadsraad van Manilla, met een termijn die duurde van 10 november 1908 tot 31 december 1909.  
Mendiola overleed in 1914 op 54-jarige leeftijd. Hij was sinds 1884 getrouwd met Felipza Alonzo. Na zijn dood leidde zijn weduwe het Instituto Burgos nog tot 1924, waarna het ophield te bestaan. Als eerbetoon aan Enrique Mendiola werd de straat die leidt van Legarda Street naar Malacañang Palace de Mendiola Street genoemd. 